# Conotrachelus carinicollis
Conotrachelus carinicollis – gatunek chrząszcza z rodziny ryjkowcowatych.

## Zasięg występowania
Ameryka Południowa, występuje w Brazylii i Paragwaju.

## Budowa ciała
Tylna część pokryw ostro zwężona, zaś na ich powierzchni występują podłużne garbki. Przedplecze silnie bruzdkowane.
Ubarwienie ciała ciemnobrązowe z dwiema jasnobrązowymi pręgami w tylnej części pokryw.